# Rastina
Rastina (cyr. Растина) – wieś w Serbii, w Wojwodinie, w okręgu zachodniobackim, w mieście Sombor. W 2011 roku liczyła 411 mieszkańców.